# Galina Wołczek
Galina Borisowna Wołczek (ros. Гали́на Бори́совна Во́лчек, ur. 19 grudnia 1933 w Moskwie, zm. 26 grudnia 2019 tamże) – radziecka i rosyjska aktorka filmowa oraz reżyser teatralny. Ludowa Artystka RFSRR.
W 1955 roku ukończyła studia na Wydziale Aktorskim Moskiewskiego Akademickiego Teatru Artystycznego (MChAT). Od 1957 była związana z moskiewskim teatrem Sowriemiennik, od 1972 pełniła funkcję głównego reżysera, a później też dyrektora.
Pochowana na Cmentarzu Nowodziewiczym w Moskwie.

## Wybrana filmografia

### Aktorka
- 1957: Don Kichot
- 1963: Grzeszny anioł jako Afrodita
- 1976: Syrenka i książę jako karczmarka / wiedźma
- 1979: Jesienny maraton jako Warwara[4]
- 1971: Król Lear jako Regan

### Reżyser teatralny
- 1973: Pogoda na jutro
- 1977: Sprzężenie zwrotne
- 1976: Wiśniowy sad
- 1982: Trzy siostry
- 1979: Pociąg ewakuacyjny

## Odznaczenia
- Ludowy Artysta RFSRR
- Zasłużony Artysta RFSRR